# Roland M. Horn
Roland Michael Horn (* 1963 in Erbach) ist ein deutscher Sachbuchautor, Amateur-Astronom, UFO-Phänomen- und Atlantis-Forscher.

## Leben
Horn ist gelernter Krankenpflegehelfer und war Chefredakteur der Sparte Astronomie im Magazin für Grenzwissenschaften und Redakteur der Zeitschrift Amber. Er schreibt für diverse pseudowissenschaftliche Zeitschriften und ist Mitglied der Gesellschaft zur Erforschung des UFO-Phänomens und der Gesellschaft für Anomalistik.
Der Forscher veröffentlichte u. a. die Bücher Leben im Weltraum, Erinnerungen an Atlantis, UFO-Sekten (zusammen mit Lars A. Fischinger), Atlantis – Alter Mythos – Neue Beweise und Apokalyptische Endzeit.
Roland M. Horn ist stellvertretender Redaktionsleiter beim Internetportal Atlantisforschung.de.